# Doru-Adrian Pănescu
Doru-Adrian Pănescu (n. 26 mai 1956

) este un senator român, ales în 2016. 